# Céline Dangotte
Celina Leopoldina (Céline) Dangotte (Gent, 30 maart 1883 - Vorst, 30 januari 1975) was een Belgische feministe, pedagoge, onderneemster en schrijfster. Ze nam initiatieven in verband met de oprichting van een meisjesatheneum, het vrouwenkiesrecht en het openen van een kinderbibliotheek. Via haar interieurzaak L'Art Décoratif C. Dangotte was ze eveneens actief als uitgeefster van kunstboeken voor kinderen.

## Levensloop

### Afkomst en Gentse jaren
Zij was de dochter van handelaar Adolphe Dangotte (1858-1942) die aan de Gentse Brabantdam een interieurzaak had. Haar moeder Leopoldine Coppieters (1860-1912) was de jongere zuster van senator Emile Coppieters. Dangotte volgde het middelbaar onderwijs aan het Institut de Kerchove waar de Gentse meisjes uit liberale kringen les volgden. Zij raakte er bevriend met de uit Engeland afkomstige Mabel Elwes die later met wetenschapshistoricus George Sarton zou trouwen.
Dangotte vertrok na haar studies naar het buitenland en verbleef tussen 1900 en 1903 achtereenvolgens in Bonn, Parijs en Londen waar ze bij de familie Elwes logeerde. In 1905 sloot ze zich aan bij de Gentse meisjesclub De Flinken. De club bestond uit jonge, afgestudeerde meisjes die regelmatig samenkwamen om maatschappelijke thema's te bespreken en om elkaar te stimuleren in het onderhoud van hun talenkennis en andere zelfstudie. Even later volgde de integratie met het mannelijke genootschap Reiner Leven dat was opgericht door Sarton naar het voorbeeld van de Rein Leven-beweging van de Nederlandse pedagoge Nellie van Kol die hij in 1905 in Leiden had ontmoet. Dangotte leerde binnen Reiner Leven haar toekomstige echtgenoot, de Brusselse dichter en filosoof Raymond Limbosch, kennen en trouwde met hem in 1909. Ook Sarton en Elwes leerden elkaar hier kennen en huwden.

### L'Art Décoratif C. Dangotte
In 1912 verhuisde Dangotte naar Brussel om er de interieurzaak van haar moeder, die net was overleden, verder te zetten. Deze was in 1910 van haar vader gescheiden en had in Brussel een eigen zaak geopend. Dangotte doopte de zaak om tot L'Art Décoratif C. Dangotte (AD/CD) en richtte zich op de arts-and-craftsbeweging en de art nouveau die toen zijn bloeiperiode kende. Haar goede vriendin Mabel Elwes ging er aan de slag als ontwerpster en in 1914 werd de Gentse architect Albert Van huffel aangetrokken als medewerker. Na de oorlog verhuisde hij naar Brussel en werd er artistiek directeur. De onderneming nam deel aan de Exposition Internationale des Arts Décoratifs et Industriels modernes van 1925 te Parijs waarbij Dangotte deel uitmaakte van de jury.
Nadien wijdde Van huffel zich ten volle op het ontwerp en de uitvoering van de Nationale Basiliek van het Heilig Hart en voerde hij tot 1931 nog een aantal occasionele opdrachten uit voor Dangotte. Onder de leiding van beiden was de onderneming uitgegroeid tot een van de belangrijkste art-nouveaucentra van België. Na het vertrek van Van huffel richtte het bedrijf zich meer op de opkomende art deco en bleef het een van de toonaangevende interieurcentra tot na de Tweede Wereldoorlog.

### Later leven
Dangotte en haar echtgenoot Raymond Limbosch woonden in het landhuis Le Pignon Rouge in Sint-Genesius-Rode. Onder meer de latere schrijvers Johan Daisne en May Sarton, dochter van George Sarton en Mabel Elwes, vonden er een tweede thuis. Zelf schreef ze op hoge leeftijd nog enkele biografieën, onder meer over de eerste vrouwelijke Belgische arts Isala Van Diest en over kunstschilder en mecenas Philippe Schott. May Sarton schreef in 1946 de roman The Bridge of Years waarin het hoofdpersonage een geëngageerde en dynamische zakenvrouw was. Ze baseerde zich hiervoor op het leven van Céline Dangotte.
Later verhuisde Dangotte naar een appartement in de Brusselse gemeente Vorst waar ze op 91-jarige leeftijd stierf. De Koninklijke Musea voor Schone Kunsten van België zijn in het bezit van een portrettekening in houtskool die door Walter Sauer in 1923 werd vervaardigd. Het archief van Dangotte wordt bewaard in het Brusselse Stadsarchief. In de Gentse deelgemeente Oostakker werd in 2014 een straat in een nieuwe woonwijk naar haar vernoemd.

## Dangotte als pedagoge
Het eerste project waarvoor Dangotte zich engageerde binnen De Flinken, waar ze het voortouw genomen had, was de oprichting van een meisjesatheneum dat de Gentse meisjes moest klaarstomen voor het hoger onderwijs. Dangotte en enkele andere vrouwen van de club waren toegetreden tot de vrouwenbond van Roza de Guchtenaere en konden De Guchtenaere overtuigen om vanaf 1907 les te gaan geven aan de nieuwe school, die vormgegeven was naar het model van Isabelle Gatti de Gamond. Nadat de eerste lichting meisjes in 1912 was afgestudeerd aan het Athenée des Jeunes Filles, groeide ook het percentage meisjes aan de Rijksuniversiteit van Gent.
In 1908 volgde nog een tweede pedagogisch initiatief met de oprichting van een libertaire openluchtschool op het schiereiland Assels in Drongen, waar de ouders van Dangotte een buitenverblijf hadden. De school, die zich op het basisonderwijs richtte, was gebaseerd op de Methode Decroly van Ovide Decroly waarbij het lezen, schrijven en het onderricht over de natuur centraal stond. Dit initiatief was een kort leven beschoren wegens de grote oppositie van de pastoor van Drongen. In de plaats kwam er in 1909 het Asselsch Blad, bestemd voor arbeidersouders met kinderen, met opvoedkundige teksten. Dangotte was de hoofdredactrice van het blad dat ermee ophield bij de start van de Eerste Wereldoorlog.

## Dangotte als feministe
Rond 1908 engageerde Dangotte zich voor het vrouwenkiesrecht. Na een lezing van de Nederlandse voorvechtster Martina Kramers dat jaar te Gent nam Dangotte het voortouw om de reeds bestaande Gentse en Brusselse initiatieven te groeperen. Zij vertegenwoordigde de Union belge pour le suffrage des femmes op het wereldcongres in Londen en werd voorzitster van de vereniging in 1910. In 1913 was Dangotte medeoprichtster van de overkoepelende Belgische Federatie voor Vrouwenkiesrecht. Jane Brigode werd voorzitster van de federatie, terwijl Dangotte de schatbewaarder werd. Ze nam actief deel aan de campagne die door de federatie net voor de Eerste Wereldoorlog werd ingezet. Hierbij was Isala Van Diest, de eerste Belgische vrouwelijke arts, haar steun en toeverlaat. Later schreef Dangotte de eerste biografische studie over Van Diest.

## Engagement voor kinderen
Na een lezing in Gent door Omer Buyse over het werk van de Amerikaanse pedagoog John Dewey en het succes van de Amerikaanse kinderbibliotheken nam Dangotte het initiatief om in Gent een van de eerste Europese volkskinderbibliotheken op te richten. Anders dan de vroegere pogingen, onder meer in Nederland door Nellie van Kol, betrof het hier een gemengd concept waarbij zowel naar jongens als naar meisjes initiatieven werden genomen, zoals bijvoorbeeld de hulp bij huiswerk. Er werden strenge criteria voorzien waaraan de kinderboeken dienden te voldoen. In 1912 was de kinderbibliotheek nog slechts een uitleendienst omdat de aangegane engagementen moeilijk te realiseren waren. De bibliotheek werd stopgezet net voor de Eerste Wereldoorlog. In 1920 was Dangotte medeoprichtster van de Brusselse kinderbibliotheek Heure Joyeuse. Nadien was zij nog adviseur bij de opstart van een kinderbibliotheek in Bergen.
Na de invoering van de Wet op de kinderbescherming in 1912 door minister van Justitie Henri Carton de Wiart werd Dangotte afgevaardigde bij de jeugdrechtbank van Brussel. Ze ving jongeren, die op het slechte pad waren, op door hen werk te geven in haar onderneming L'Art Décoratif C. Dangotte en ze trachtte hen daarna terug naar de maatschappij te begeleiden.

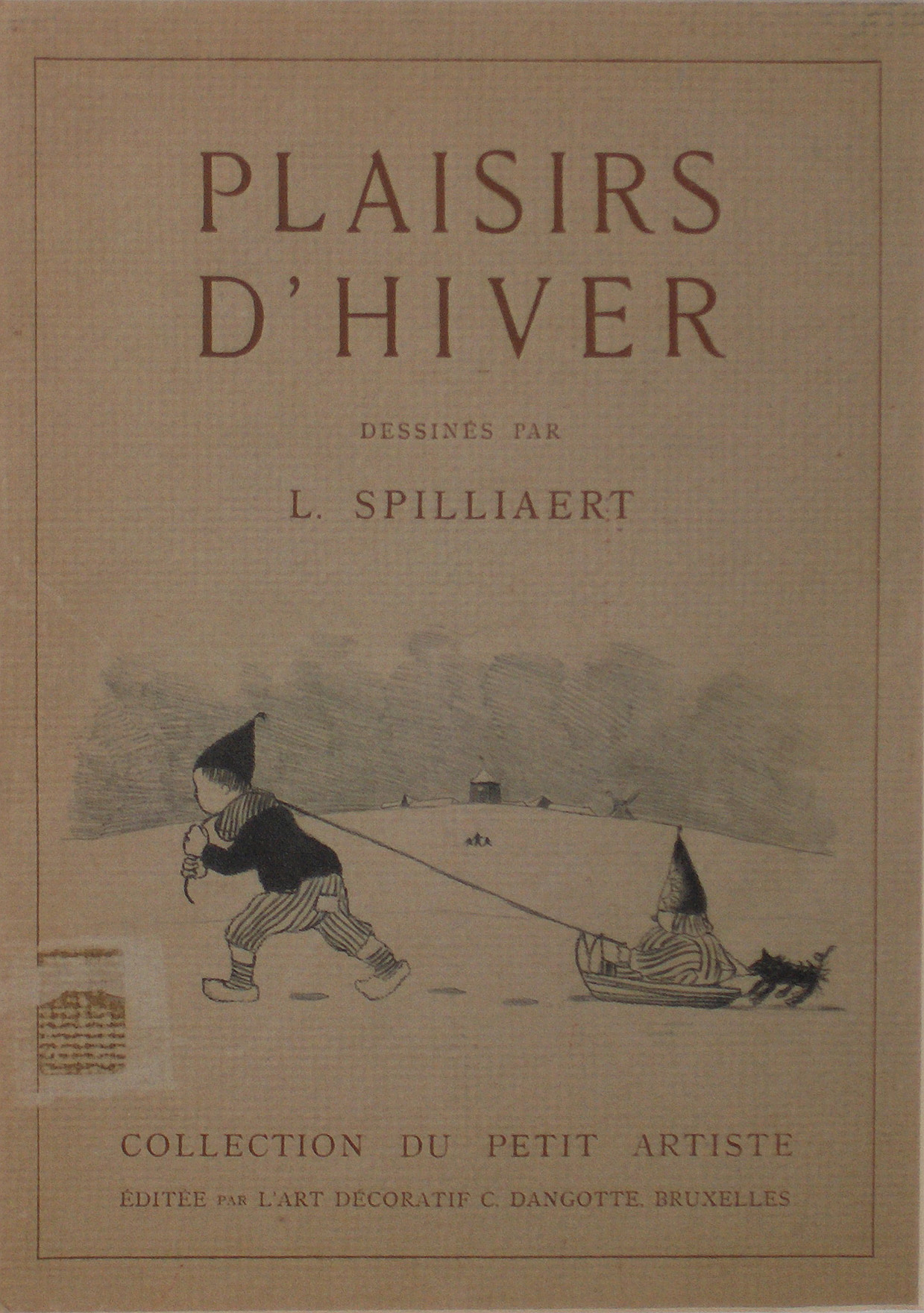
Les plaisirs d'hiver van Léon Spilliaert in de reeks Collection du Petit Artiste.

Via haar zaak wilde Dangotte ook de kunst tot bij de kinderen brengen. De Collection du Petit Artiste, die in 1917 werd gestart, bestond uit een reeks uitgaven van gebundelde prenten en lito's die specifiek bedoeld waren voor kinderen. Coördinator van het project werd Georges-Marie Baltus, een goede vriend van haar echtgenoot. Bekende kunstenaars zoals Léon Spilliaert, Ramah, Lucien Rion, Jeanne Hovine en Baltus zelf, werkten eraan mee. In 1918 gaf ze nog het succesrijke kinderboek Journal d'une Poupée belge pendant la guerre van de zussen Hovine uit. Het project was geldverslindend en haar onderneming, die niet langer werd aanvaard als volwaardig lid van de beroepsvereniging van uitgevers, diende het uitgeven van de kunstboeken noodgedwongen te staken omdat ze geen toegang meer had tot alle distributiekanalen. Nadien gaf ze nog wel de dichtbundels van haar echtgenoot Raymond Limbosch uit.

## Eerste Gentse vrouwelijke vrijmetselaar
Dangotte wordt beschouwd als de eerste vrouwelijk Gentse vrijmetselaar. Nadat ze in 1909 al een voordracht had gegeven in de Gentse loge La Liberté, aangesloten bij het Grootoosten van België, dat toen nog een volledig mannenbastion was, begon de tijd rijp te worden om vrouwen in Belgische vrijmetselaarsloges toe te laten. In Brussel werd in 1911 de gemengde orde Le Droit Humain opgericht. In mei 1912 was Dangotte samen met haar echtgenoot Raymond Limbosch en Isabelle Gatti de Gamond een van de medeoprichtsters van de loge L'Égalité Bruxelles.

## Publicaties
- Mamiline, roman uit 1948 die als feuilleton in La Flandre Libérale verscheen.
- La première femme médecin belge: Isala Van Diest (1842-1916), in: Annales de la Société belge d'Histoire des Hôpitaux, p. 79-85, deel V, 1967
- Histoire d'un mécène bruxellois Philippe Schott 1885 - 1964, 1970